# 伊萬·斯特里尼奇
伊萬·斯特里尼奇是克羅地亞的一位足球運動員。在場上司職左後衛。他代表克羅地亞國家足球隊參賽。

## 榮譽
夏德
- 克羅地亞盃：2009–10

克罗地亚
- 國際足協世界盃亞軍：2018年[1]

個人
- 布拉尼米爾大公勳章：2018年[2]